# شيلتون بنجامين
 شيلتون جيمس بنجمين  بالأنجليزية  Shelton James Benjamin  وهو مصارع أمريكي محترف ولد في كارولاينا الجنوبية عام 1975 وقد كان يصارع في الدبليو دبليو إي.

## الدبليو دبليو إي

### سنة 2002 - 2004

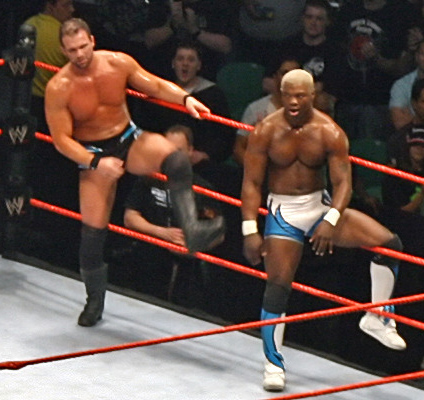
بنجمين مع هاز

وقع بنجمين عقد مع أتحاد الدبليو دبليو إي في سبتمبر 2002 وذهب إلى سماك داون وأتحد مع تشارلي هاس وكيرت أنجل وكانت أول مباراة لهم في بتاريخ 2003/1/2 ضد ايدج وكريس بنوا،
وفي عرض No Way Out سنة 2003 لعب مباراة ثلاثة ضد أثنان ضد بروك ليسنر وكريس بنوا وخسروها وفي 6 فبراير 2003 تمكن هاز وبنجمين الفوز ببطولة الفرق بعد فوزهما على  لوس غوريروس  ولكنهم خسروها في عرض Judgment Day ضد إدي غوريرو وتاجيري، ثم بعدها غيرو أسم الفريق من فريق أنجيل إلى أعظم فريق في العالم وأستعادو الحزام في 2003/7/3 وخسروها بعد أصابة بنجمين.

### بطولة القارات (2004) - (2007)

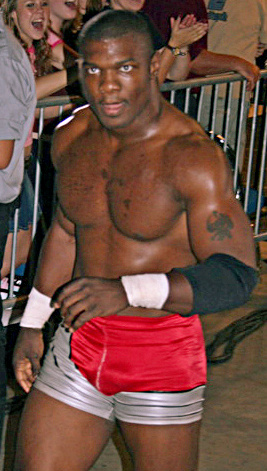
بنجمين سنة 2004

في 22 مارس 2004 بنجمين أنتقل إلى عرض الراو وبعد وصوله بقليل تمكن بنجمين من هزيمة تريبل اتش وأصبح الأثنان عدوان وفاز عليه ثلاثة مرات واحدة بالتثبيت وواحدة بالعد الخارجي وواحدة بالآقصاء وبعدها دخل بنجمين في عداء مع أحد أصحاب تريبل اتش في فريق إيفولوشين ريك فلاير وقد فاز بنجمين عليه في باكلاش وخسر لراندي أورتن على بطولة القارات في Bad Blood , وبعدها تمكن بنجمين من هزيمة بطل القارات كريس جيريكو وأصبح البطل الجديد، وقد دافع عن لقبه ضد كرستيان في Survivor Series وكذالك ضد مافين وفي باكلاش ضد كريس جيريكو، وبعدها خسر البطولة لكارليتو بعد أن غش كارليتو في المبارة، وبعدها أصبح بنجمين في سلسلة خسارات،
و في 2006 بدأ بنجمين عدأ مع ريك فلير بطل القارات الجديد وفي 20 فبراير 2006 بنجمين هزم فلير ليصبح بطل القارات مرة أخرى وبعدها شارك في راسلمينيا22 في مباراة ماني إن ذا بانك وفاو بها روب فان دام وبعدها دخل في عدأ مع فان دام وتواجه الأثنان في باكلاش إذا فاز فان دام سيصبح بطل القارات وإذا فاز بنجمين سيصبح حامل الحقيبة، وفاز بها روب لصيبح بطل القارات، ولكن بعدها استعاد اللقب ضد فان دام وخسره في مباراة ثلاثية لجوني نايترو.

### الذهب الواقف (2007 - 2010)
في 20 نوفمبر 2007 بنجمين ذهب إلى إي سي دبليو يرتدي الزي الذهبي ويلقب نفسه بي  الذهب الواقف  وفاز على تومي دريمر ثم تأهل إلى رويال رامبل2007 وأقصي من قبل شون مايكلز وخسر أول مباراة في إي سي دبليو ضد كين بالعد الخارجي وبعدها دخل في عداء مع كوفي كينغستون وخسر فيها بنجمين في مباراة متطرفة،
و بعدها بنجمين أنتقل إلى سماك داون وفي 2008 وهزم بطل الولايات المتحدة مات هاردي وأصبح البطل الجديد ودافع عن لقبه ضد أر تروث وهاردكور هولي ولكنه خسر اللقب ضد إم في بي في 20 مارس 2009 وبعدها ذهب إلى راسلمينيا 25 في مباراة سلم وفاز بها بانك إيضا، وبعدها خسر بنجمين ضد يوشي تاتسو، ثم تمكن من هزيمة تاتسو، وبعدها دخل في عدأ مع شيمس في إي سي دبليو وسوبرستارز وأنتهى العداء بعد ذهاب شيمس لرو، بعدها واجه بنجمين مباراة ضد كريستيان في تي إل سي على البطولة خسر المبارة وبعدها تمكن من الفوز على سي أم بانك وذهب إلى راسلمينيا 26 , وأخر مباراة له ضد جوي مركري العائد وفاز بها في يو 20 أبريل 2010 وبعدها أنتهى عقده مع الشركة هو وكل من جيمي ونغ يونغ وكونغ فو ناكي وسلام ماستر وميكي جيمس.

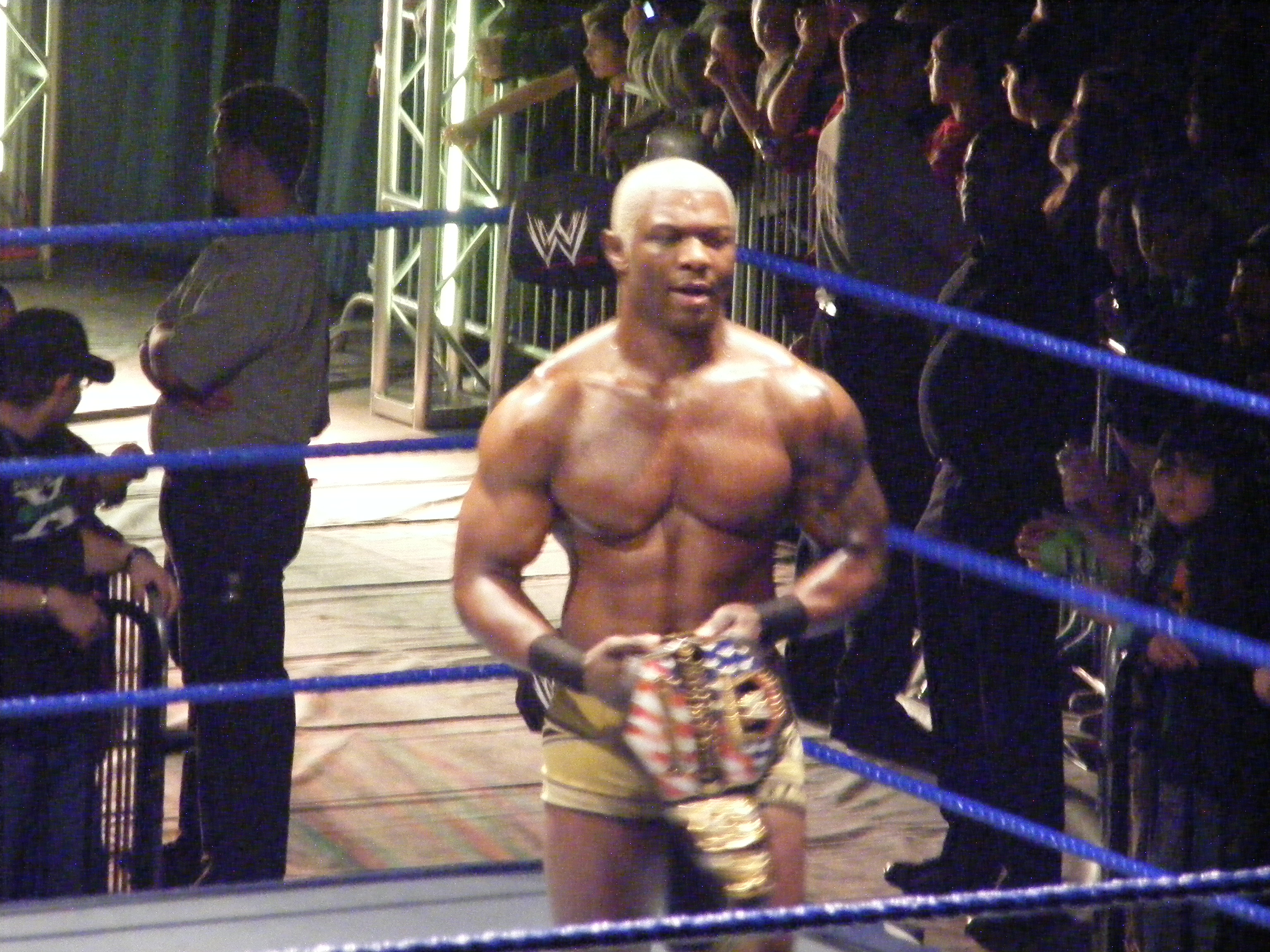
بنجمين بطل الولايات المتحدة سنة 2008

.]]

## أنجازاته في الدبليو دبليو إي
- بطولة الفرق مرتان
- بطولة القارات ثلاث مرات
- بطولة الولايات المتحدة مرة واحدة

## روابط خارجية
- شيلتون بنجامين على موقع IMDb (الإنجليزية)
- شيلتون بنجامين على موقع قاعدة بيانات الفيلم (الإنجليزية)
- شيلتون بنجامين على موقع دبليو دبليو إي (الإنجليزية)
- شيلتون بنجامين على موقع WrestlingData.com (الإنجليزية)
- شيلتون بنجامين على موقع CageMatch worker (الإنجليزية)
- شيلتون بنجامين على موقع قاعدة بيانات المصارعة على الإنترنت (الإنجليزية)
- شيلتون بنجامين على موقع عالم المصارعة على الإنترنت (الإنجليزية)